# سينوتروك
سينوتروك (بالإنجليزية: Sinotruk (Hong Kong) Limited)‏ هي شركة تصنيع شاحنات في هونج كونج تأسست في عام 2007. الشركات التابعة لـ Sinotruk (هونج كونج) تقوم بتصنيع الشاحنات في البر الرئيسي للصين. الشركة الأم، مجموعة الصين الوطنية للشاحنات الثقيلة ( المعروفة أيضًا باسم مجموعة Sinotruk أو CNHTC)، هي شركة صينية لتصنيع الشاحنات الثقيلة المملوكة للدولة، ومقرها في جينان بمقاطعة شاندونغ.